# Irabatha albomaculata
Irabatha albomaculata är en stekelart som först beskrevs av Szepligeti 1916.  Irabatha albomaculata ingår i släktet Irabatha och familjen brokparasitsteklar. Inga underarter finns listade i Catalogue of Life.